# 崔桓 (解元)
崔桓（1530年—？），字叔武，號柱山，山東萊州府平度州軍籍，明朝政治人物。明朝山東解元。

## 生平
治《诗经》，嘉靖四十年（1561年）辛酉科山東鄉試第一名舉人。萬曆八年（1580年）庚辰授直隶大名府濬縣儒學教諭，十一年升真定府武邑縣知縣。

## 家族
曾祖崔璘。祖崔鎬。父崔廷槐，丙辰進士、四川按察司佥事。母宋氏。永感下。

## 引用
1. ↑  （明）张朝瑞. . 《续修四库全书》史部第828册.
2. ↑  鲁小俊，江俊伟著. . 武汉：武汉大学出版社. 2009. ISBN 978-7-307-07043-1.
3. ↑  《山東辛酉科同年齒録》
4. ↑  龚延明主编. . 宁波: 宁波出版社. 2016. ISBN 978-7-5526-2320-8. 《天一閣藏明代科舉錄選刊.鄉試錄》

- 《山东通志》